# Heinz Holldack
Heinz Georg Holldack (geboren 1905; gestorben 1971) war ein deutscher Journalist und Diplomat.

## Leben
Heinz Georg Holldack war ein Sohn des Juristen und Hochschullehrers Felix Holldack (1880–1944). Er studierte Geschichte bei Friedrich Meinecke und Erich Marcks. Mit einem Stipendium der Deutschen Notgemeinschaft forschte er zwischen 1930 und 1932 in Florenz und Berlin über den italienischen Reform-Absolutismus.
Holldack heiratete 1933 die promovierte Philologin Liselotte Seyd (1902–1962), die während des Zweiten Weltkriegs für das Auswärtige Amt kurzzeitig in Rom als Dolmetscherin für die Wehrmacht und dann in Deutschland als Archivsachbearbeiterin arbeitete. In der Bundesrepublik wurde sie Oberregierungsrätin im Bundesministerium für Wirtschaft.
In der Zeit des Nationalsozialismus war Holldack als Auslandskorrespondent in Rom tätig. Sein Buch über das faschistische Italien erzielte mehrere Auflagen. Sein Vater wurde 1934 als sogenannter „Halbjude“ aus dem öffentlichen Dienst entlassen.
Nach Ende des Zweiten Weltkriegs wurde Holldack im November 1947 Leiter der außenpolitischen Redaktion der Süddeutschen Zeitung. Im April 1954 wurde er zum Pressechef der deutschen Botschaft in Paris bestellt. Ab 1961 war er Leiter des deutschen Konsulats in Neapel im Rang eines Konsuls, zuletzt war er als Kulturattaché an der deutschen Botschaft in Rom tätig. 1971 erhielt er das Bundesverdienstkreuz 1. Klasse.

## Schriften (Auswahl)
- Untersuchungen zur Geschichte der Reaktion in Sachsen 1849–1855. Berlin: E. Ebering, 1931
- Victor Hehn und Ferdinand Gregorovius: Ein Beitrag zur Geschichte der deutschen Italienauffassung, in: Historische Zeitschrift, 1936
- Söhne der Wölfin: Wandlung Italiens. Stuttgart : Franckh, 1937
- (Hrsg.): Was wirklich geschah: Die diplomatischen Hintergründe der deutschen Kriegspolitik. Darstellung und Dokumente. München: Nymphenburger, 1949
- Die Gefahr der demokratischen Diktatur. In: Hochland, Bd. 42 (1949/50), 6, S. 548–561